# Mihail Krupensky
Mihail Krupensky (n. 17 noiembrie 1851 – d. 21 martie 1905) a fost un mareșal al nobilimii din Basarabia între anii 1897 și 1905.
Krupensky s-a născut în satul Corjeuți din ținutul Hotin. A fost fiul liderului nobilimii basarabene Nikolai Krupensky și al soției sale, Nadejda Ginz. A fost un proprietar în județele Bălți și Hotin (deținea în total 4.000 de zeciuielile și 2.500 de acri în Romancăuți).
Învățământul secundar l-a primit în gimnaziul din Chișinău, pe care l-a absolvit în 1871. În 1877–1881, a servit în cancelaria Adunării nobilimii din Kiev. În 1881 a fost ales lider al nobilimii din ținutul Hotin, în această poziții a rămas patru mandate, până în 1893. În plus, a fost un magistrat onorific al aceluiați ținut (1878–1905) și membru de onoare al orfelinatelor de tutelă din gubernie. Din anul 1897 a ocupat postul de lider al nobilimii din gubernia Basarabia. În 1898 a primit rangul de consilier de stat și în 1904 i-a fost acordat titlul de șambelan.
În ianuarie 1905, Krupensky a părăsit postul de lider al nobilimii din cauza bolii și a plecat la St. Petersburg pentru tratament. Cu toate acestea, a decedat pe 21 martie, același an.